# Grb Turske Republike Sjeverni Cipar
Grb Turske Republike Sjeverni Cipar zasnovan je na grbu Cipra. Sastoji se od štita sa žutom podlogom, na kojem je bijela golubica s maslinovom grančicom u kljunu. Iznad štita je godina 1983. i polumjesec sa zvijezdom, simbol islama. 